# Bajo Nuevo
El Bajo Nuevo o islas Petrel es un pequeño conjunto insular constituido por un pequeño arrecife coralino, deshabitado y algunos islotes, cubiertos mayormente de hierba. Se localiza en el mar Caribe occidental en las coordenadas 15°53′N 78°38′O / 15.883, -78.633, que corresponden al faro que existe sobre el cayo Bajo. Este pequeño territorio forma parte del departamento colombiano del Archipiélago de San Andrés, Providencia y Santa Catalina y asimismo es el punto de tierra más septentrional del país. El Bajo Nuevo fue ratificado como territorio colombiano en el fallo de la Corte de La Haya en 2012 sobre el litigio entre Colombia y Nicaragua. Diversas fuentes sostienen que también los Estados Unidos tendrían un "reclamo latente" sobre el Bajo Nuevo, lo cual no ha sido aclarado pero figura en algunas publicaciones oficiales como un territorio no organizado y no incorporado.

## Descripción
La imagen satelital claramente muestra dos estructuras distintas parecidas a un atolón separadas por un canal profundo de 1,4 km de ancho en su punto más estrecho. El complejo de arrecifes más grande del sudoeste, sobre el cual está el Cayo Bajo, mide 15,4 km de noreste a sudoeste y aumenta a 9,4 km, cubriendo un área de aproximadamente 100 km² (casi en su 90% acuática). El arrecife solo está seco sobre los lados del sur y de este. El más pequeño arrecife noreste mide 10,5 km de este a oeste y aumenta a 5,5 km de ancho, cubriendo un área marítima de 45 km², pero en comparación el área emergida es minúscula. El cayo Bajo mide aproximadamente 0,01 km².

## Historia y disputas sobre su soberanía
El arrecife apareció cartografiado por primera vez en mapas neerlandeses de 1634 y recibió su nombre actual en 1654. El bajo Nuevo fue redescubierto por el pirata inglés John Glover en 1660. 
La  reclamación de los Estados Unidos fue efectuada  el 22 de noviembre de 1869  tras ser aprobada el 18 de agosto de 1856 la Ley de Islas Guaneras. 
El 13 de noviembre de 1993 Colombia y Jamaica firmaron un Tratado de delimitación Marítima que estableció en torno al Bajo Nuevo y al Banco Serranilla una zona de administración conjunta, control, exploración y explotación de los recursos vivos y no vivos, denominada Área de Régimen Común.
Desde la firma del Tratado de Delimitación Marítima entre Colombia y Honduras del 2 de agosto de 1986, que entró en vigor al ser ratificado por Honduras el 20 de diciembre de 1999, ambos países fijaron una línea limítrofe que excluyó a Honduras de todo reclamo sobre el Bajo Nuevo.
En 2012 la CIJ decidió que los cayos de Bajo Nuevo y Serranilla, así como de los otros cinco cayos limítrofes con Nicaragua, pertenecen a Colombia de manera oficial